# Quebradita

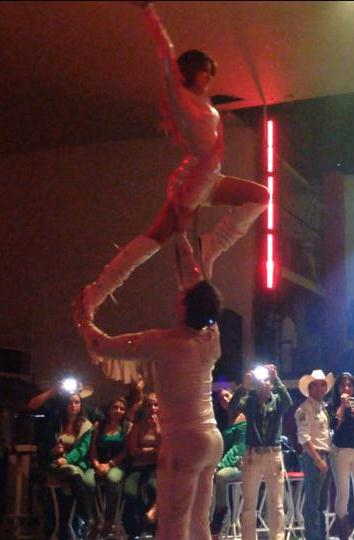
Quebradita Acrobática, El baile de quebradita ha evolucionado del paso de caballito a un baile típico abrazado, con mayor velocidad, usando elementos coreográficos como giros complicados y acrobacias de distintos géneros como el rock acrobático, swing y lindy hop. Raul Kano y Vero Bustamante, bailarines de quebradita acróbatica

La Quebradita (o baile de Brinquito o Caballito) es un estilo de música alegre y a la vez, un baile realizado con movimientos de brinquito en su base y con elementos acrobáticos en su plenitud, ejecutados al ritmo de charanga o cumbia rápida, interpretados (en sus inicios) por tecnobanda, banda de viento sinaloense (y más tarde por) grupo musical, grupo norteño, etc., y cuyo origen se documenta tanto en el estado de Sinaloa (cuando se empezaba a ejecutar cumbias y cumbiones con bandas de viento). Desde la década de los años 1990, un joven llamado Carlos Arellano impulsó este movimiento al traer la danza al estado de Sonora en sus emblemáticas "fiestas de pueblo".

## Orígenes
Desde la década de los años 1960, la Banda El Recodo (ritmo Sinaloense) en ese entonces música de viento comienza con diferentes ritmos, sin voz, que incluso se conocía como música de pueblo (pueblerina) que hacia referencia a lo que hoy se le conoce como el género "Regional Mexicano". 
Con el paso del tiempo y la evolución musical, se fueron proliferando más bandas musicales, a mediados, finales de la década de los años 1980, ya con un auge de música de banda llega otro ritmo y baile llamado "tambora" que incluso Joan Sebastian lo diera a conocer ya desde esta coyuntura ya existían los primeros concursos de este baile comenzando en la ciudad de Guadalajara, Jalisco, tanto en centros de baile como en programas de televisión ya situados en los noventa, nacen diferentes agrupaciones y se reconstruyen otras como Vaqueros Musical de Xalisco, Nayarit, quienes se les adjudica los creadores de la "tecnobanda" y otras más incluso con sonidos "tropibanda".
Bailarines famosos pioneros de Quebradita
Allí el justo momento entre los años 1989 y 1991 donde bailadores reconocidos (con sus respectivos motes) como Escandalo (QEPD), Veronica, Pollo (QEPD), Silvia, GalloBanda, Alex El Tio, Ana Rosa y Popeye, incluso este último creador de por lo menos el 90% de los pasos originales de la quebradita y que hasta hoy en día, sigue siendo un referente de baile.
Dichos bailarines se les puede apreciar tanto en documentales culturales como en archivos multimedia extraídos de programas de televisión referentes a premiaciones musicales, tal como el caso del afamado evento Premios Furia Musical, producido a principio de los 90's por la empresa Televisa.
Adjudicación del origen rítmico musical
Es en ese mismo lapso de la década de los 90's, que nace el baile de caballito creado por un sonido alegre marcado por "Mi Banda El Mexicano", y por supuesto también "El baile del Brinquito". La Banda El Recodo y la Banda Brava dan a conocer un tema musical llamado "El baile nuevo", que hace referencia precisamente a la historia de como y donde es creado el baile de la quebradita y por su parte Vaqueros Musical, da a conocer el tema musical "A ritmo vaqueros", quien reafirma dicha historia de este baile de origen.

## La música
La música, al ser combinación de charanga (cumbia acelerada) con banda sinaloense, que es idéntica a la cumbia solamente que el compás es doble, haciéndola más rítmica. Si bien, es cierto que dicho estilo de cumbión ya era usado por otras agrupaciones antiguas mexicanas como Conjunto Acapulco Tropical, es necesario resaltar también que su popularidad fue a principios de la década de los años 90 y no solamente era interpretada con technobanda, sino también con grupos norteños o de tecnocumbia, esto hacia cada vez más una diversidad de sonidos con diferentes arreglos que daban estilo a cada agrupación musical.

### Subgéneros
El ritmo de Caballito se subdivide en:
- Caballito (o Quebradita de espinazo): es un estilo de cumbión con un ritmo de 2/4 de tiempo, fue popular en la década de los años 1990. Ejemplo de este ritmo son las canciones No bailes de caballito de Mi Banda El Mexicano.

- Balada/caballito: es un estilo más lento siguiendo los acordes de una balada principalmente, pero acompañados de acordes con arreglos de cumbia. Ejemplos de este ritmo son La morena (Mi Banda El Mexicano), Esa chica me vacila (Banda Vallarta Show), La noche que murió Chicago (Banda Toro) y Quien piensa en ti (Mi Banda El Mexicano), entre otras.

- Ranchera/caballito: Es similar a la primera, pero sus acordes son de 1/2 de tiempo. Ejemplos de este ritmo son las canciones El Llanero Solitario (Banda Rodeo de Morelos) y Mi ranchera (Mi Banda El Mexicano de Germán Román).

## El baile

### Bases
Se le llama "quebrado" a la flexión que se realiza al ejecutar el paso de este baile, a ritmo de charanga o cumbión a tempo rápido a cargo de una technobanda. El baile de quebradita utiliza a la música de cumbia banda para su ejecución, y en su caso ambos términos son usados indistintamente tanto para el estilo musical como para el baile.
También se le llama "baile del caballito", por la simulación de galopes que se notan en los bailadores al dar pequeños saltos acordes al ritmo.

### Ejecución
Este tipo de danza se caracteriza por las singulares coreografías, y movimientos de giros que se realizan conforme el compás de cumbión, de cada tema musical que se esté ejecutando.
Los pasos de baile quebradita son los siguientes:
- Se baila en pareja, una persona abrazado completamente a la cintura de la otra persona.
- Las piernas van deben encajar en los respectivos espacios entre ellas, ya que estas deben guardar armonía pues se mueven igual y al mismo tiempo.
- El movimiento es así: Alternando los pies con pequeños brincos que hacen balancear el cuerpo a lado y lado, este balanceo es el movimiento “quebrado”, se gira en el puesto o alrededor del salón.
- El hombre hace lo que se denomina tombé, es decir hacer que la mujer se echa para atrás con la espalda recta.

### Origen de la quebradita acrobática
El baile de quebradita ha evolucionado del paso de caballito a un baile típico abrazado, con mayor velocidad, usando elementos coreográficos como giros complicados y acrobacias de distintos géneros como el rock acrobático, swing y lindy hop. 
Aunque, no se conoce exactamente al 100% su origen, se cree que se remonta a Los Ángeles, California, en la década de los años 1990, con el surgimiento de la techno banda, para después difundirse por la Ciudad de México y Guadalajara principalmente[cita requerida].
Antes del surgimiento de la quebradita acrobática, ya se empezaba a mezclar el baile en pareja, con acrobacias de una dificultad leve-media, más de tipo pegadas al cuerpo, y algunos giros y vueltas tomados de la salsa dejando como opcional y en segundo plano al baile individual con el que se originó la quebradita.

### Difusión
El baile de la quebradita ha tenido alcance en los siguientes estados: Jalisco, 
Ciudad de México, Estado de México, 
Chiapas, 
Oaxaca, 
Guanajuato,
Michoacán, 
Querétaro,
Sinaloa,
Zacatecas,
California,
Florida,
Illinois,
Nueva York, 
Texas.
Aunque lo asombroso de la quebradita es la diversidad de estilos entre los bailarines de los diferentes estados de México y los Estados Unidos, y aunque existen diferentes técnicas, ninguna documentada, resaltan 3 técnicas en los diferentes estados:
-Flotada, implementada por Raúl Cardoso de la Ciudad de México y mayormente difundida a partir del año 2008 (esto quiere decir que su pudo implementar desde mucho antes).
Este se caracteriza por no brincar, realizando movimientos más suaves y definidos pero con una mayor velocidad, y el uso de quiebres pequeños en su base, siempre ejecutados con la Rítmica de la música, resaltando que es la técnica que aprovecha en mayor proporción bailar con la melodía.
-Flote con ligero brinco, ya aplicando todavía más elementos estéticos a su baile, como la postura, y el acomodo de manos y piernas por José Luis Rodríguez de la Ciudad de México y mayormente difundida a partir del año 2008 (esto quiere decir que su pudo implementar desde mucho antes). Este estilo se caracteriza por la correcta postura y el correcto acomodo de cada elemento del cuerpo. Mayormente se baila con el ritmo.
-Brincada, mayormente difundida y aplicando elementos más estéticos por Enrique Hernández de Guadalajara, Jalisco a partir del año 2002. Esta técnica se caracteriza por todo el tiempo mantener un brinco, que se baila con la armonía y el ritmo musical. 
Posterior y más recientemente una técnica similar, sería mayormente difundida por Héctor García. 
Los bailarines de los diferentes estados: Illinois, California y la Ciudad de México tienen una técnica de baile, tomada o combinada de los estilos flotado, o flotado/con brinco. Los estados restantes principalmente tienen un estilo flotado/con brinco.
Es hasta el año 2009, que se combinan el estilo Flotado de la Ciudad de México, con los adornos característicos de Guadalajara, pero con el conteo musical del primer estilo por Raúl Kano, el cual tuvo bastante difusión y adopción por parte del público.
En la actualidad, para practicar este género, se necesita de entrenamiento profesional en acrobacia, y de un extenso conocimiento en interpretación musical y composición coreográfica.

## Características
Acompañado por banda, la quebradita es reconocible por su ropa occidental, sombrero trampea, y los tirones atrevidos, es más colorido el vestuario, casi con rasgos multifacéticos y diversificados, representando géneros propios de cada región de la que provenía cada agrupación o banda musical.
La música, al ser combinación de cumbia con banda sinaloense, por lo general la variante más utilizada es el cumbión fusionada a banda, que es idéntica a la cumbia solamente que el compás es doble, haciéndola más rítmica, dicho estilo de cumbión ya era usado por otras agrupaciones antiguas mexicanas como Conjunto Acapulco Tropical.
Pero es necesario resaltar también que no solamente era interpretada con technobanda, sino también con grupos norteños o de tecnocumbia, esto hacia cada vez más una diversidad de sonidos con diferentes arreglos que daban estilo a cada agrupación musical.

### Temática de sus canciones
Este estilo se caracteriza más que nada en sus temas alegres, con letras que hablan del amor, de la vida cotidiana, cosas chuscas, contrario al estilo duranguense, que habla sobre temas nostálgicos, inmigración y traición; además de contener covers de artistas de habla inglesa, (Mary la Orgullosa, Hotel California, Ma Baker, Sugar Sugar, Toca tres veces, La noche que murió Chicago, Ríos de Babilonia).

## Surgimiento

### 1990
La banda Vaqueros Musical originaria de Xalisco, Nayarit es considerada las pionera de este género[cita requerida] ya que revolucionaron con su technobanda, el estilo de interpretar la cumbia con banda tradicional, esta agrupación musical es responsable de la creación de este estilo, ya que anteriormente solamente se ejecutaban cumbias con un solo compás con banda sinaloense, y con el toque electrónico, incluyendo sintetizadores, guitarras eléctricas, bajos le dieron un nuevo sonido a este tipo de cumbias, se podría decir que fue una mezcla, cuyo éxito y aceptación no tardaron en llegar, pues el ritmo era movido y alegre, aparte de ser novedoso, tanto en la música como en la forma de ejecutar su baile, aunque a la Banda Machos se le atribuye el éxito y difusión de este género, debido a que con sus melodías llegaron a convencer al público que eran grandes exponentes del nuevo estilo y que su música en cierto modo revolucionador, con éxitos como Las Nachas, incluyendo un estilo más tecno, La Suegra y La Culebra. Mi Banda El Mexicano es considerado el "Rey del baile del Caballito", con su estilo tecnocumbia que le hacía dar un estilo totalmente electrónico, puesto que no se utilizaban instrumentos tradicionales propios de una banda sinaloense, por el contrario era en su totalidad generado por los sintetizadores, por tanto, fue precursor de ambos estilos, tecnocumbia y technobanda que con el tiempo convergen de manera indistinta. Dichas melodías fueron grandes éxitos en su momento y hasta la fecha siguen en el gusto del público.
Temas conocidos de esta agrupación en ese año fueron No bailes de caballito, La flaca, El último beso, Cómo te extraño, y Pelón pelonete. Entre otras agrupaciones estaban temas como El bigote de Banda R-15, La culebra (original de Obdulio Morales y popularizada por Benny Moré) de Banda Machos; El bigotón, El perro de mi compadre, La mojada, La barbona, El quebrador, (que contó con vídeo) de Banda Móvil; El torero cotorro, Algas marinas, La machaca, 039, La maturranga y León salvaje de Vaqueros Musical. El estado de Durango no se quedó fuera, ya que aparecieron la Super Banda Radar, con temas como Magdalena, Metiendo la mano y El baile popular y la Banda Aventurero con el tema de El baile de la quebrada.

## Apogeo
Durante los primeros cinco años de la década de los años 1990, la quebradita alcanzaba su máximo esplendor como ritmo bailable de alto reconocimiento y aceptación en el gusto del público, esto debido a la propagación de diversas technobandas, grupos de tecnocumbia e incluso norteños, que incluían en su repertorio dicho estilo.

### 1993
La quebradita se impuso como moda en el ambiente grupero y acapara de inmediato la atención y el gusto de los jóvenes. Este fue quizás el año de mayor éxito en la historia del "baile del caballito", ya que cuantiosos éxitos comenzaron a sonar en la radio, y conforme los pioneros que habían incursionado en este estilo probando suerte lograban alcanzar la cima de la fama, diversas bandas se dieron a conocer inmediatamente tanto por interpretaciones del ritmo que recién se imponía, es importante recalcar agrupaciones tales como Mi Banda El Mexicano con el super gran éxito No bailes de Cabalito, o la Banda Vallarta Show con el éxito Provócame, asimismo las bandas: Banda Machos con Al gato y al ratón, La secretaria y Güerita, la Banda R-15 con Si tu boquita, El candado, y Banda Pequeños Musical con el tema La Cuca, que es composición original de Casimiro Zamudio, exvocalista de Mi Banda El Mexicano.

### 1994
Grandes éxitos así como el nacimiento de grandes agrupaciones como Banda Toro La Noche Que Murió Chicago y Los Ríos de Babilonia temas que llevaron a la agrupación a ser reconocida por los premios furia Musical como la revelación del año,
Los temas Las Habas, Muévete Morena, El Argentino, El Puchoncito de la Banda Machos así como los temas Esa chica me vacila y El de la quebradita de la Banda Vallarta Show son algunos temas con el cual, en el año 1994 sería recordado en el ambiente grupero. Otro tema que encabezó las listas de popularidad fue el tema Conquista en Miami, también conocido como Quebradita en el mar, grabado por el Grupo Laberinto, este tema incluso tuvo un video. El grupo Los Felinos, no desaprovecha la oportunidad y lanza el disco Soy el aventurero, con temas como El aventurero y Yo quiero quebrarte. En este año, surgen los de la Banda Ráfaga (exintegrantes de Banda R-15) y lanzan temas como Prendido a un sentimiento, Mamagay, Te invito a bailar; y Banda Pachuco, de la cual salen temas como Pachuco bailarín, Sugar, sugar, Liborio, Mary la orgullosa. También, el grupo Los Tiranos Del Norte hizo su propia versión de la quebradita con el tema Nosotros también podemos, en la cual argumentan que los grupos norteños también pueden tocar este ritmo.

### Cantantes afines al ritmo
En la época de los noventa, debido a la enorme popularidad que alcanzó el llamado baile del caballito, varios artistas deciden incursionar de forma breve, algunas melodías en este estilo, a pesar de no ser exponentes principales de dicho ritmo, tales como Joan Sebastian, Ana Bárbara, incluso Rigo Tovar o la juvenil banda Onda Vaselina.

### 1995
En este año llegaron otros éxitos que permanecerían por siempre, tales como Eva María, éxito incomparable de la Banda Maguey. También es el año de solistas, en ejemplo El Korita González proveniente de la Banda R-15, con temas como Mambo #8, Mambo ni hablar, Juan Patatuchi, El patito. También, Raúl Ortega de  laBanda Machos, lanzó temas como Encarcelamiento, Sin ilusión, Las tarolas, Acaríciame (esta en el año 1996)". En este año, surgen los de la Banda Bonnita, provenientes de Banda Aventurero, grabando temas como La loca, Caprichosa María, etc, que realmente eran de la otra agrupación. Mi Banda El Mexicano, dio los temas Ma, me, mi, mo, mu, Help! Ayudame (ambos tuvieron video) y Donde estarás. La Banda Machos, dio Mi chica ideal, Jineteando, Si la miro mañana, Ni pichas ni cachas, entre otras. La banda Cuisillos dio temas como Mr John, Dejate llevar, La niña bu. La banda Los Nuevos Santa Rosa no se quedaron atrás y grabaron El quebra rock.

### 1996
Este año vio llegar el éxito de Mi Banda El Mexicano La morena, que rápidamente empezó a ganar fuerza en las principales estaciones de radio del país, y el tema Jessica.
Banda Machos, lanzó Morenaza, que fue de los últimos temas que realmente avivaron la imagen de la agrupación. La Banda Maguey, dio "Baila nena, El zancudito, Porque es amor, La morena, etc".
La Banda Ráfaga dio "A tiempo lento".
En este año comienza la Banda Zorro, cambiando su nombre de Banda Maguey de Godofredo Hurtado, tras una disputa con la agrupación original, lanzando temas como "Ludivina, El toston, Mi linda chiquilla, etc". La Banda Pequeños Musical, a pesar de que su álbum "Romántico Incurable" estaba más enfocado a temas románticos, no se quedó atrás con sus temas "Llámame, Me vuelve loco, Solamente quiere bailar, y la versión del grupo Tex Tex Te vas a acordar de mi.

## Decaída
Durante los últimos años de la década de los años 1990, se empezó a aislar un poco el impulso por la cumbia banda que otrora fuera la gran fuerza musical arrasadora, y que daría a la historia de los bailes un nuevo paso y que prevalecería no solo en el recuerdo sino en todos los seguidores del estilo technobanda.

### 1997
Este año todavía ofreció grandes temas, como Linda muchachita, de Banda Maguey; No necesitas a Carlo, de Banda Pequeños Musical; Rap y mambo, de Banda Pecadores; y el surgimiento de Banda Wane Wane, que intentó entrar al género con el famoso Wane Wane. También llegó Banda Espuela De Oro, con Migajas. También entró Caliente, caliente de Banda Zarape; y un tema muy extraño fue Thriller Night, de Super Banda Radar, ya que es una parodia al famoso tema Thriller, de Michael Jackson, solo que habla sobre un tipo deforme, y al final se oye una risa como la de Vincent Price; mientras que la Banda Arkangel R-15 dio el tema Quisiera saber quién es; la Banda Zorro dio Sólo dame un poco de amor y Dulces sueños; y la Banda Pelillos comenzó a ganar más terreno gracias a su tema El baile de la cachucha y también Vengan a bailar; por su parte la Banda Degollado ofreció Baile del conejo.

### 1998
En este año la decadencia estaba por comenzar, todavía hubo muy pocos temas como Los changazos de Activos Band. El avestruz de Banda Maguey fue otro tema, en el difícil año, otro que se pudo mantener fue Calzones de bolitas de Banda Zarape, la Banda Pequeños Musical dio los temas Niña linda y La dizque güera, mientras que la Banda Zorro lanzó Estoy enamorado,y la Banda Pelillos temas como Que linda eres, La dueña del swing y Popurrí de mambos. La Banda El Recodo aportó El farol y Que bonita. Cuisillos dio Ritmazo y Mi Banda El Mexicano La chinita.

### 1999
En este año se publicó la canción ¡Viva la fiesta! ( We like to party! Interpretado originalmente por los Vengaboys, en inglés) ejecutada en cumbia banda por Banda Zarape, también estuvieron Africanos al ataque de Banda Torera Del Valle, Como quieres que te quiera de Fabían Gómez, Las mujeres quieren bailar de Banda Pelillos, El baile pegao de Vaqueros Musical, Dale más duro y No puedo vivir sin ti de Banda El Recodo. En este mismo año surgió la Banda Fresa que ofreció sus temas Cocoman y La fiesta.

### 2000
En el año 2000, aún había pocos éxitos como Ya no me dejó de Banda Machos, Living La vida loca, de Ricky Martin, grabada por Banda Pachuco, y el Mambo #8 de Mi Banda El Mexicano. Banda Espuela De Oro trató también de entrar con Me pasas un chin chun chan, Jicotillo y Pachuco. A finales de este año la Banda Pequeños Musical lanzó un remix de los temas Luna llena-No necesitas a Carlo, como parte de su disco en vivo.

### 2001
Durante este tiempo, la difusión de la quebradita fue disminuyendo, materiales discográficos que acaparaban poco la atención del público. En este año surgieron éxitos como: Cómprate un perro de Mi Banda El Mexicano (es necesario recalcar que éste sería el último material discográfica de la agrupación unida). La Banda Lagunera también trató de sobresalir con su cover del tema Chuntaro Style de El Gran Silencio.

### 2002
Hacia este año, la preeminencia del ritmo quebrador (puesto que otros estilos interpretados con banda, como el bolero, ranchera, y cumbia banda con un estilo más lento, seguían sonando con gran éxito en la radio) decayó por completo. La razón: nula difusión, menos recibiemiento por parte del público, y pocas propuestas aceptadas como en las décadas de los años 1990.
Uno de los últimos exítos en oírse en este año fue "Mi gordis" de Los Razos De Sacramento y Reynaldo.

### 2003
Este año hizo decaer totalmente a la technobanda, debido a que el ritmo del duranguense era más fuerte y los materiales discográficos que salían al ritmo de la "cumbia banda" eran de un éxito nulo y menos difundidos en los medios de comunicación. Hasta ahora, pocas agrupaciones han quedado unidas, pues los otroras vocalistas de las mismas han formado sus propias bandas o se han retirado del mundo artístico de.

## Principales exponentes
Los principales exponentes de este género son:

- Vaqueros Musical (Toro Mambo, El Ranchero Chido,039, La machaca, El torero cotorro, Algas marinas, La maturranga, etc...)
- Mi Banda El Mexicano con su estilo más acercado a la tecnocumbia (No bailes de Caballito, Feliz Feliz, Mambo Lupita, La Bota, Ramito de Violetas, Help-Ayudame!, Mary la Orgullosa, La Chela, Pachuco Bailarín, Bailando de Caballito, Que Sabrosa esta, Ma me mi mo mu, etc...)
- Banda Machos (Casimira, Al gato y al ratón, Las Nachas, Las Habas, La Culebra, Mi chica ideal, Morenaza, etc...)
- Banda Maguey (Eva Maria, La Chica del Aparador, Niña Hermosa, El Avestruz, El zancudito...)
- La Original Banda El Limón (Ven y ven, El esquimal, Al ritmo de la banda, Bailala quebrandola, etc...)
- Banda El Recodo (Vamonos de fiesta, La Fea, Chilango Quebrador, Quiero bailar con Patricia, Los trompos, Pegando con tubo, etc...)
- Banda R-15 (El bigote, Si tu boquita fuera, El chicle, Ma Baker, Arreando la mula...)
- Banda Rodeo de Morelos (El Llanero Solitario-William Tell, Quen Pompó, Cabalgando con Rodeo, El Toro y la Luna, etc...)
- Banda Arkángel R-15 (Bailame Quebradito, La Quebradita, Quebradita en el mar, Quisiera saber quien es, etc...)
- Banda Vallarta Show con Ezequiel Peña (Esa Chica me vacila, Provocame, Tu pum pum, Te ves bien buena, Charanga costeña, Rock y Banda, Muévelo, Pa' yo, etc...)
- Banda Pequeños Musical (La Cuca, La nena, Voy a danzar, Vuela Vuela, Tenis mágicos, Novios bobos, Llamame, No necesitas a Carlo, La dizque güera, etc...)
- Banda Zeta (La Niña Fresa, Zapatos de bailador, Toca tres veces, Hotel California, Presumidas S.A. etc...)
- Banda Toro (La noche que murió Chicago, Rios de Babilonia, La Ruca no era ruca, Anoche me enamore, etc...)
- Banda Con Ángel (Rodeo Caliente-Designer music, Y.M.C.A., Peligro, Por cuanto me lo das, Esa niña etc...)
- Banda Zarape (¡Viva la Fiesta!-We like to Party, Caliente Caliente, Bailando 1,2,3, El Pasadiscos, etc...)
- Banda Ráfaga (Ay Maria, Prendido a un sentimiento, Ráfaga Country, Una noche de banda, Te invito a bailar, etc...)
- Banda Zorro (Solo dame un poco de amor, Rosita la bailadora, Dulces sueños, Mi linda chiquilla , Estoy enamorado...)
- Cuisillos de Arturo Macías (El perro Aguayo, Mr John, Batelo morena, Yo quiero bailar, Pequeña orgullosa, La del moño colorado, Ritmazo etc...)
- Grupo Laberinto (Conquista en Miami, Te quiero meter un gol, La negra guapachosa)
- Los Nuevos Santa Rosa (El quebra rock, Antes de que tu vinieras, No me hables)

### Apogeo y Decadencia
- Banda Pelillos (La dueña del swing, El baile de la cachucha, Las mujeres quieren bailar, etc...)
- Banda Wanne Wanne (El Wane Wane, La Queta, El Caderazo, etc...)
- Banda Los Pérez (Llegó la banda, Mágico amor, Rodeo Sta.Fe, etc...)
- Banda La Mentira (Anda borracho el buey, Uy que miedo, El Zuku-Zuku, Niña orgullosa, La tanga, etc...)
- Banda Móvil (Chiquilla cariñosa, El quebrador, La minifalda, Le pegan agruras, La bala etc...)
- Banda Pachuco (Pachuco Bailarín, Sugar, Sugar, En mi mundo(Yellow river), Lowrider(El pachuco) etc...)
- Banda Super Bandido (Ob-La Di, Ob-La Da, Macarena, Mete y saca, Con el vaquero, Bailaremos todos, Así así así...)
- Banda Ranchero (...)
- Banda Herencia (...)
- Banda Jabalí (...)
- Banda Carretero (Mambo Sabroso, etc...)
- Banda Cerro Prieto (La güera, etc...)
- Banda Torera Del Valle (A gozar, Africanos al ataque,90,60,90 etc...)
- Bronco (Sergio el bailador, Voy a despedirme, El pedidor, ¡sácate!, etc...)
- Los Tucanes de Tijuana con su estilo más fusionado a la norteña (La Chona, El Tucanazo, Espejeando, La Chica Sexy, etc...)
- Liberación (El muñeco, El polvorete, El disfile, etc...)
- Fabián Gómez (Como quieres que te quiera)
- Grupo Exterminador (El meneito, El tiburón, menealo, etc...)
- Los Razos De Sacramento y Reynaldo (Mi gordis, Atacando a Berlin)

## Posible resurgimiento

### Actualidad
Actualmente, la quebradita parece estar de regreso, ya que diversas bandas y technobandas aún incluyen en su repertorio clásicos de antaño ya sea con el mismo o con un estilo innovador pero con el ritmo que suele llevar la cumbia banda.
La Banda el Recodo aún continúa grabando diversos discos en éste ritmo musical, así como su exvocalista Julio Preciado y su Banda Perla del Pacífico a un estilo similar.
Asimismo, tanto Mi Banda El Mexicano de Germán Román como Superestelar El Mexicano (ambas surgidas a raíz de la separación de Mi Banda El Mexicano) siguen interpretando sus éxitos con el mismo estilo que los caracterizó en la década de los años 90, aunque con un sonido diferente al que ya se conocía, esto debido a nuevos elementos que se ajustaron por diferentes razones pero que jamás olvidaron ese tan singular estilo único de llevar el compás melodioso que le diera el éxito en años anteriores y que los hiciera tocar la fama tanto a nivel nacional como internacional.
En el año 2005, la Banda Pequeños Musical intento aportar nuevamente a este género con su tema "Regresando", teniendo como resultado un posible levantamiento después de una controversial y breve separación en el año 2004.

### 2008
A pesar de que la decadencia del género duranguense es perceptible, la cumbia quebradita está tratando de luchar con el norteño-banda ya que se prescribe dentro de la música mexicana que está de moda,y también porque este género interpreta narcocorridos, lo que es un problema, hoy en día en México. Aun así diversas bandas del género sinaloense y algunas del género de la technobanda están acaparando la atención del público últimamente con exitazos que suenan a diario en la radio y en programas dedicados a la música grupera. Dignos de mención son los temas: El Mechón de Banda MS, El Sonidito de Hechizeros Band, La sirena de Banda Fresa, la versión Arremángamela Arrémpujamela de Banda Machos que forman parte del gusto del público desplazando de esta forma al otrora ritmo preeminente Chicago-Duranguense.

## Adopción en el extranjero
Diversos países de Centroamérica y Sudamérica combinaron las bandas orquestales con la cumbia por caminos diferentes a como lo hizo México. Sin embargo, llegan a tener un sonido similar a través de tiempo y al final los estilos musicales convergen sin distinguir país, tal él es el caso del Perú, donde diversas bandas orquestales de guerra o que usan dicho instrumental, interpretan cumbia obteniendo un sonido similar al de las bandas costeñas mexicanas, aunque diferenciadas por percusiones y vientos andinos en algunos casos.

## Principales exponentes en la década de los años 2000 (y en la actualidad)

### Posible Resurgimiento
- La Séptima Banda (Que Perrón, etc...)
- German Lizarraga y su Banda Estrellas de Sinaloa (Estoy Sufriendo, Te Lo Pido, Amor Amor Amor, El Palo Verde, etc...)
- Mi Banda El Mexicano de Casimiro Zamudio (Abarrotando Estadios y Plazas esta de regreso este 2018 No Bailes de Caballito, Mari la Oergullosa, La Cuca...)
- Superestelar El Mexicano (El Camaleón, Acaramelao, Como quieres que te quiera, Como me duele, etc...)
- Alacranes Musical (Zapateado Encabronado, Micaela, etc...)
- Banda Machos (La suegra, Me llamo Raquel, La manguera, La negra le pone, Arremangamela Arrempujamela, La novia coja,,  Historia sin Fin Nadie te tocó, Dime ven, El pajarito, etc...)
- Banda Maguey (Jacinto Pérez De La O, Tutankamona, Los luchadores, Palo bonito, Sopita de Letras, Te lavaste la cara y el mono no,(esta canción es más para un son, que para quebradita), La prendita, etc...)
- Banda Rodeo de Morelos (El Llanero Solitario, Cabalgando con Rodeo, Quen Pompó, etc...)
- Grupo Montez De Durango (El sube y baja, Las mismas piedras, bachi polka, pasito duranguense, etc...)
- K-Paz De La Sierra (Jambalaya, El domingo se casa, La lupe, Los ojos de pancha, las tres tumbas, Rafita polka, La vecinita, etc...)
- Los Horóscopos de Durango (Antes muerta que sencilla, etc...)
- Patrulla 81 (Como pude enamorarme de ti, La piedra, La brujita, Pantalón vaquero, etc...)
- Brazeros Musical de Durango (El Muñeco, La Abeja Miope, La Loquera, etc...)
- El Gigante de América (Que bailen los niños, Choche diet, etc...)
- Liberación (Que me quiten lo bailado, Se acabo la fiesta (que que), etc...)
- Cuisillos (Vanidosa, Esa pareja, Ojitos mentirosos, Mala suerte, etc...)
- Banda R-15 (El Bigote, La Novia que no Llegó, Misa de Cuerpo Presente)
- Compañía Versátil (Pachuco Charanguero)
- Los Tigrillos (Mira Oye, Micaela, Bailame, etc...) con su estilo más fusionado a la cumbia texana.
- Grupo Control  (La Banda Dominguera, El Tao Tao, etc...) cumbia texana
- La Original Banda El Limón (Donde esta el amor, Viva el amor, Donde estas, etc...)
- Banda El Recodo (Camarón pelao, Las tontas no van al cielo, etc...)
- Valentín Elizalde † (Como me duele, etc...)
- Banda Fresa (Sal y limón, Sandwich, La dieta, La loca, La sirena, Solo tu, El sorpreson, Los compadres, etc...)
- Banda MS (El Mechón, Cahuates pistaches, Maldita cucaracha, etc)
- Banda Furia Latina (Quién se comió mi queso, etc)
- La Arrolladora Banda El Limón (Morena, No regresare, Violeta, etc)
- La Banda que Manda (Louis, etc)
- Gran Sismo Tropikal (La quebradita, El camaleón, El wiri wiri, La tengo chueca, El sapo y la estaca)
- Hechizeros Band (El Sonidito, El escandalito, Sunguirirungui, Muevete, Beat It)
- Banda Astilleros (El puñetazo)
- Valente Del Real (Tomas)
- Colmillo Norteño (La pava)
- Banda La Pirinola (Ilari Ilari Le, 40 grados)
- Banda Dimens (La camarona)
- Chuy Lizarraga y Su Banda Tierra Sinaloense (La peinada,La buchona La serenata de un loco)
- Julion Álvarez y su Norteño-banda (Las mulas de Moreno, La Maria)
- Pilo Pineda "El Solitario" (El quinienton)
- Oscar Padilla (El tamalero, El mudo)
- Banda Los Recoditos (El camaroncito, El diferente)
- Los Sembradores De la Sierra (El arrepentido, versiones norteña y con banda), con su estilo más fusionado a la cumbia norteña.
- Ernesto Solano (La papayita)
- Banda Los Sebastianes (Titriki, titraka)
- Banda Cohuich (La cumbia del mudo)
- La Auténtica de Jerez (Cachetona y petacona)
- Banda La Poderosa De Culiacán, Sinaloa (La güera tamalera)
- Banda Fresnitos (Juana la cubana)
- Banda Móvil (Mi prima Lidia)
- Julio Guerrero (ex vocalista de Banda Machos) Arrempújela Arremánguela, su trayectoria en Banda Machos fue la más larga 16 años
- Ella y El (Galan de vecindario)
- La No.1 Banda Jerez de Marco A. Flores (Tamarindo, Peladito y en la boca, La cumbia del remo)
- Banda Pelillos (La chica cool)
- Banda Crucero (Anita súbete a la hamaca)
- Banda Furia Latina (Mana Mana)
- Banda Fresa (No me verás, El vampiro)
- Banda Toro, comandada por su cundador y único cantante Don Saul Esqueda (es esta de las pocas Bandas que nunca se desintegraron y continua con sus éxitos este 2018 La Noche que Chicago, Los Rios de Babilonia, Ando que me lleva, El Hijo desobediente)
- Ernesto Solano (Tu Eterno Enamorado, Eva Maria) Ex Vocalista de Banda Maguey
- Ramón Crisostomo (Ex Vocalista de Pequeños Musical)